# 中文上网官方版软件
中文上网官方版软件是中国互联网络信息中心（CNNIC）开发的互联网辅助软件。軟件開發單位宣稱，該軟件作用為體現中文網站域名的重定向，但該軟件因被指為屬流氓軟件而惹來爭議。

## 通用网址
通用网址是CNNIC将非域名中文重定向到网站域名的应用层技术，中文上网官方版軟件，據官方說法，是该技术的唯一实现。

## 软件平台
支持以下软件：
- 微软Windows
- 微软IE浏览器
- 微软Outlook系列邮件客户端

## 功能
- CNNIC通用网址标准的非域名中文到网站域名的重定向（官方資訊）。
- 国际化域名标准的中文域名Punycode转码（官方資訊）。

## 负面评价
- 有报道和网民投訴指出，軟件具有在用戶不经意時偷偷安裝在系統內的功能，屬於流氓軟件[2]。
- 由于该软件的強行安裝、惡意綑綁、阻止卸载等表現，一度被北京市网络行业协会列入10款流氓軟件名单并勒令整改。[3]
- 而CNNIC則起訴防毒軟件360安全衛士的北京三际无限网络科技有限公司，指斥該公司扣帽子，「捏造合法软件使用病毒技术的消息」，並認為防毒軟件公司不能把它列作流氓軟件。[4][5][6]
- 北京三际无限网络科技有限公司的發言人指責，CNNIC打着官方的旗号，混淆軟件與中文域名之區別，令公眾誤以為國家發展中文域名，就等於支持該軟件。[6]